# Dicranomyia (Dicranomyia) patens
Dicranomyia (Dicranomyia) patens is een tweevleugelige uit de familie steltmuggen (Limoniidae). De soort komt voor in het Palearctisch gebied.